# Хелрейзър: Адът
„Хелрейзър: Адът“ (на английски: Hellraiser: Inferno) е петата част от поредицата филми на ужасите Хелрейзър. Филмът излиза направо във DVD формат на 10 октомври 2000 г.
Главен персонаж в тази част е корумпиран детектив от Лос Анжелис. Той намира кубчето пъзел и се оказва затворен в „Адът“. Джоузеф (в ролята Крейг Шефър) ще се сблъска с демони изпратени от Пинхед, с които трябва да се справи за да се измъкне.